# Base navale ouest (Ukraine)
La Base navale ouest (en Ukrainien : Військово-морська база «Південь» (Україна)) est un port militaire en Ukraine ouvert sur la mer Noire. 
Elle est la base où se situe l'Amirauté ukrainienne qui utilise un ancien port Soviétique.

## Unités stationnées
- 22e unité d'ingénierie radio, numéro d'unité militaire A2408 ;
- unité de sécurité VMB "Pivden" ;
- 30e division de navires de surface, numéro d'unité militaire A0937 ;
- 1ère division des navires de protection contre les raids, numéro d'unité militaire A2951 ;
- 24e division de bateaux fluviaux, numéro d'unité militaire A1368 ;
- 28e division du service d'urgence et de secours, numéro d'unité militaire A4414.